# Brandenburgische Universität Frankfurt

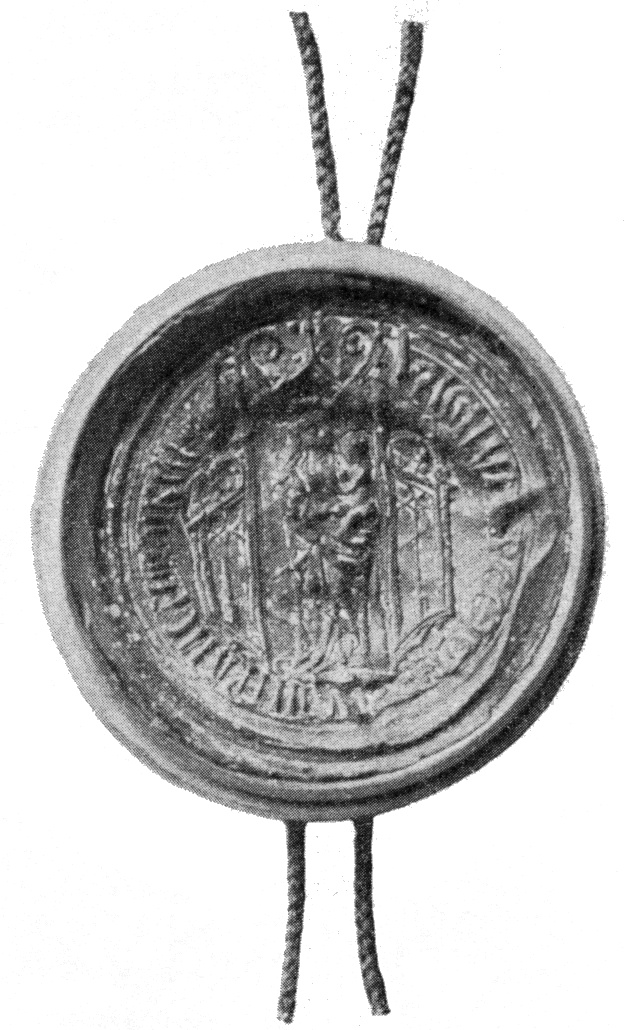
Universitetssigillet från 1518.

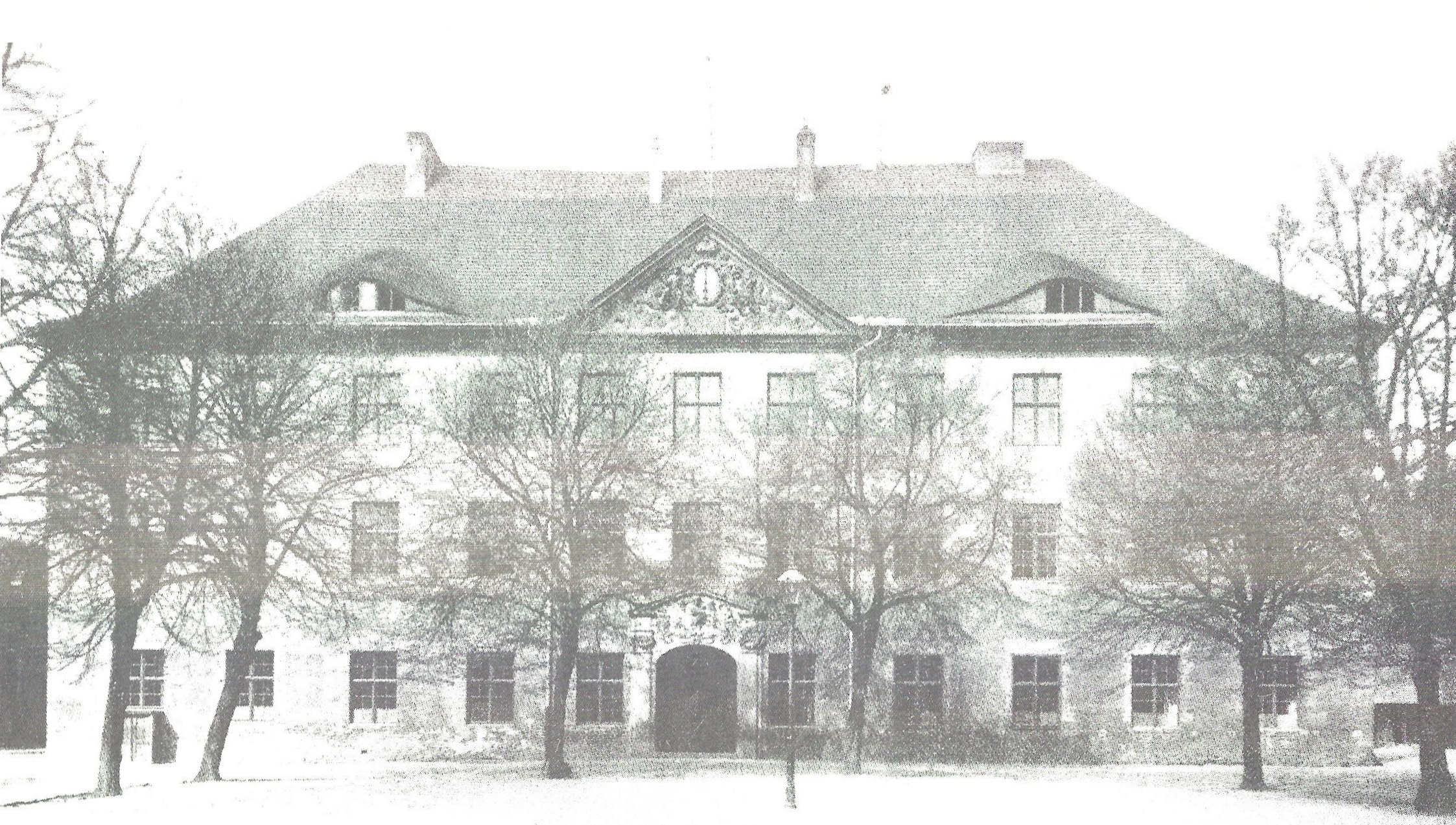
Universitetets huvudbyggnad, Kollegienhaus. Byggnaden revs 1962 under DDR-tiden för att ge plats åt bostäder och idag finns en mur som minnesmärke på platsen.

För det nuvarande universitetet i Frankfurt an der Oder, se Europa-Universität Viadrina.
Brandenburgische Universität Frankfurt, latin: Alma Mater Viadrina, var Brandenburgs första universitet, grundat i Frankfurt an der Oder 1506. Universitet slogs samman med Breslaus universitet 1811 och flyttade då till Breslau (idag Wrocław i Polen).

## Historia
Universitetet grundades av kurfurst Joakim I av Brandenburg 1506, med påven Julius II:s godkännande. Första kansler blev Dietrich von Bülow, biskopen av Lebus. De fyra klassiska fakulteterna, det vill säga den teologiska, juridiska, medicinska och filosofiska, inrättades samtidigt. Frankfurt an der Oder blev efter reformationen ett starkt fäste för den lutherska ortodoxin, i likhet med det 1544 inrättade universitetet i Königsberg. Kurfursten Fredrik Vilhelm av Brandenburg kom därför 1655 att grunda Duisburgs universitet för de västliga, mer reformert orienterade delarna av sina territorier.
Namnet Viadrina syftar på Frankfurts läge vid floden Oder, som sedan 1500-talet på latin gått under benämningen Viadrus.
Under peståren 1613, 1625, 1626 och 1656 flyttade universitet tillfälligt till Fürstenwalde an der Spree.
Universitetsväsendet i Preussen genomgick en större reform och centralisering under åren efter Napoleonkrigens franska ockupation. Halles universitet stängdes tillfälligt och universitetet i Frankfurt an der Oder stängdes 1811, samtidigt som det närbelägna Berlins universitet grundades. Frankfurt an der Oders universitet slogs istället samman med Leopoldinauniversitetet till Fredrik Vilhelmsuniversitetet i Breslau (idag Wrocławs universitet). Lärarkåren och studenterna fördelades mellan Berlins och Breslaus universitet. Sedan 1991 finns en sentida efterföljare till universitetet, Europa-Universität Viadrina, i Frankfurt an der Oder.

## Studenter
Universitetet i Frankfurt an der Oder var redan från början välbesökt med 900 studenter under det första året; staden hade vid denna tid bara omkring 5 000 invånare. Studenterna kom huvudsakligen från Tyskland, Polen och Skandinavien. Totalt studerade omkring 55 000 personer vid universitetet fram till 1811.
Bland kända alumner från universitetet märks:
- Johann Tetzel (1465–1519), teolog och dominikanermunk, känd som avlatsförsäljare.
- Ulrich von Hutten (1488–1523), humanist.
- Thomas Müntzer (omkr. 1489–1525), teolog, reformator och revolutionär.
- Jodocus Willich (1501–1552), läkare och filolog.
- Carl Philipp Emanuel Bach (1714–1788), kompositör.
- Johann Gottlieb Walter (1734–1818), läkare.
- Wilhelm von Humboldt (1767–1835), statsvetare och språkvetare.
- Alexander von Humboldt (1769–1859), naturforskare.
- Heinrich Zschokke (1771–1848), författare.
- Heinrich von Kleist (1777–1811), dramatiker.
- Johann David Erdmann Preuss (1785–1868), historiker.

## Personer verksamma vid universitetet
- Alexander Gottlieb Baumgarten (1714–1762), filosof.
- Gabriel Gottfried Bredow (1773–1814), historiker.
- Samuel von Cocceji (1679–1755), jurist och statsman.
- Karl Friedrich Eichhorn (1781–1854), jurist.
- Johann Gottlieb Heineccius (1681–1741), jurist.
- Wilhelm Traugott Krug (1770–1842), filosof.
- Johann Gottlob Theaenus Schneider (1750–1822), filolog och zoolog.
- Samuel Stryk (1640–1710), jurist.